# Singapurische Badmintonmeisterschaft 1975/76
Die Singapurische Badmintonmeisterschaft 1975/76 fand Anfang Juni 1975 statt. 

## Austragungsort
- Singapore Badminton Hall

## Finalresultate
| Disziplin    | Sieger                        | Finalist                 | Ergebnis          |
| ------------ | ----------------------------- | ------------------------ | ----------------- |
| Herreneinzel | Ng Chor Yau                   | Lee Ah Ngo               | 15-8, 7-15, 15-5  |
| Dameneinzel  | Leong Kay Sine                | Lim Choo Eng             | 11-7, 11-5        |
| Herrendoppel | Kok Peng Hon Lee Wah Chin     | Yeo Ah Seng Tan Eng Han  | 10-15, 15-7, 15-1 |
| Damendoppel  | Leong Kay Sine Leong Kay Peng | Peh Ah Bee Juliana Tan   | 17-14, 15-10      |
| Mixed        | Tan Khee Wee Leong Kay Peng   | Yeo Ah Seng Cindy Cheong | 18-13, 15-8       |